# Ys IV: Mask of the Sun
Ys IV: Mask of the Sun (イースIV: マスク オブ ザ サン) est un jeu vidéo de type action-RPG en vue aérienne de série Ys, développé et édité par Tonkin House uniquement au Japon sur la SNES le 19 novembre 1993. Il est ressorti sur PlayStation 2 en 2005 sous le nom Ys IV: Mask of the Sun - A New Theory par Taito.
Ce jeu est distinct du titre Ys IV: Dawn of Ys par Hudson sorti sur PC-Engine aussi en 1993.

## Synopsis
L'histoire de Ys IV: Mask of the Sun se déroule entre celles de Ys II et Ys III. À son retour à Minea, Adol trouve un message dans une bouteille de la contrée lointaine de Celesta, demandant de l'aide. Adol s'y rend en bateau pour affronter l'Empire Romun.

## Système de jeu
Le système de jeu est similaire à celui de Ys I et Ys II,. Les attaques se font par collisions directes en rentrant dans les ennemis. L'utilisation de la magie reste limitée.